# Gottfried Keller (componist)
Gottfried Keller (verengelst Godfrey Keller, waarschijnlijk Duitsland - waarschijnlijk Londen, november 1704) was een waarschijnlijk Duits componist en muziektheoreticus die in Engeland actief was. Zijn meest belangrijke werk is A Compleat Method for attaining to Play a Thorough Bass (1707), een verhandeling over basso continuo. Die verhandeling werd ook naar het Zweeds vertaald door Johan Helmich Roman. Daarnaast componeerde hij kamermuziek, zoals de door Estienne Roger in Amsterdam gepubliceerde zes sonaten voor twee fluiten, twee hobo's of violen, en basso continuo. Daarvan waren er vier van Gottfried Finger en twee van Keller.